# 玛丽亚·克里斯蒂娜·切尔斯特罗姆
玛丽亚·克里斯蒂娜·切尔斯特罗姆（瑞典語：Maria Kristina Kiellström，1744年6月15日—1798年1月20日），又名瑪雅·斯蒂納（Maja Stina），是一名瑞典丝绸工人。她是剧作家卡尔·迈克尔·贝尔曼的作品《弗雷德曼的信》中乌拉·温布拉德（Ulla Winblad）一角的原型。

## 生平

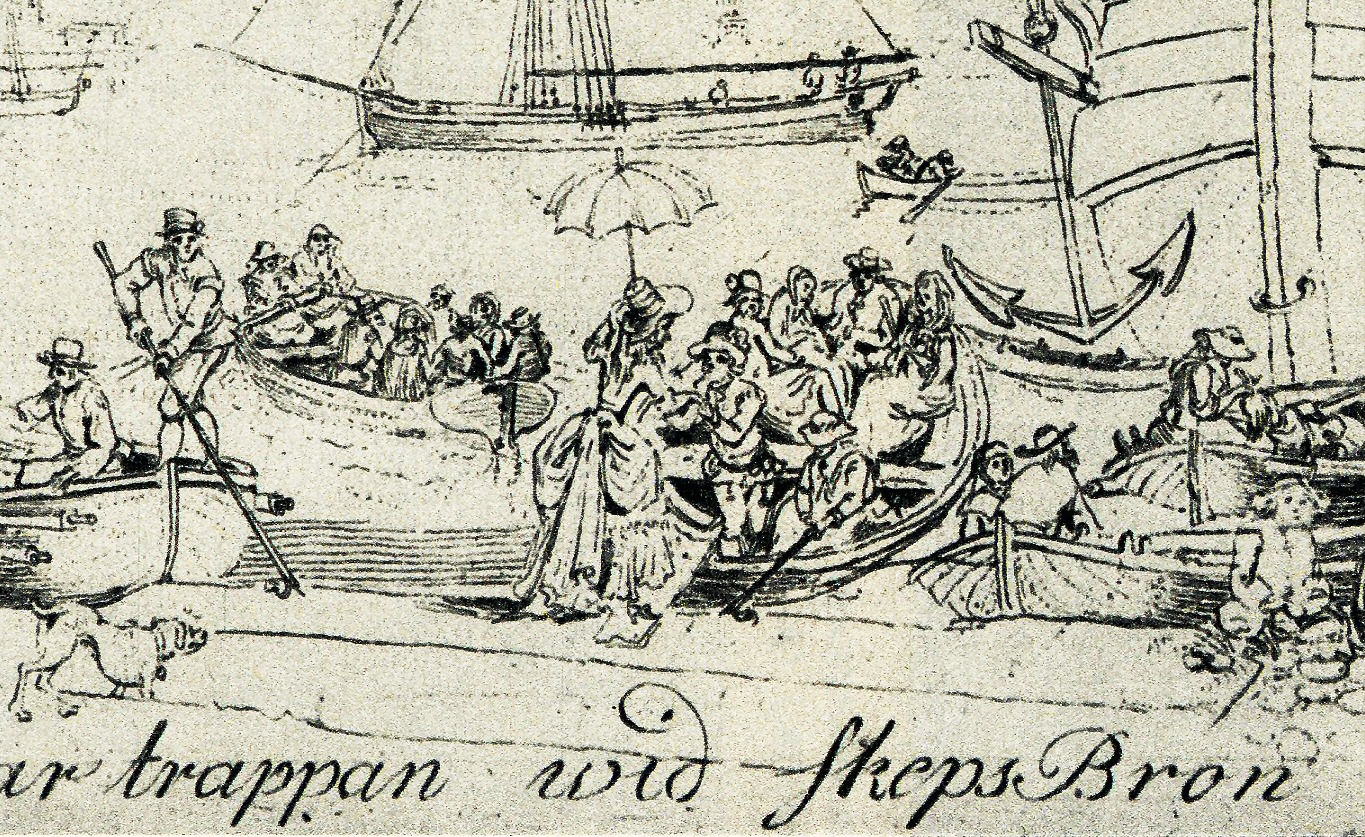
画家伊莱亚斯·马丁于1800年的画作，画面中的人物据信即为温布尔德。

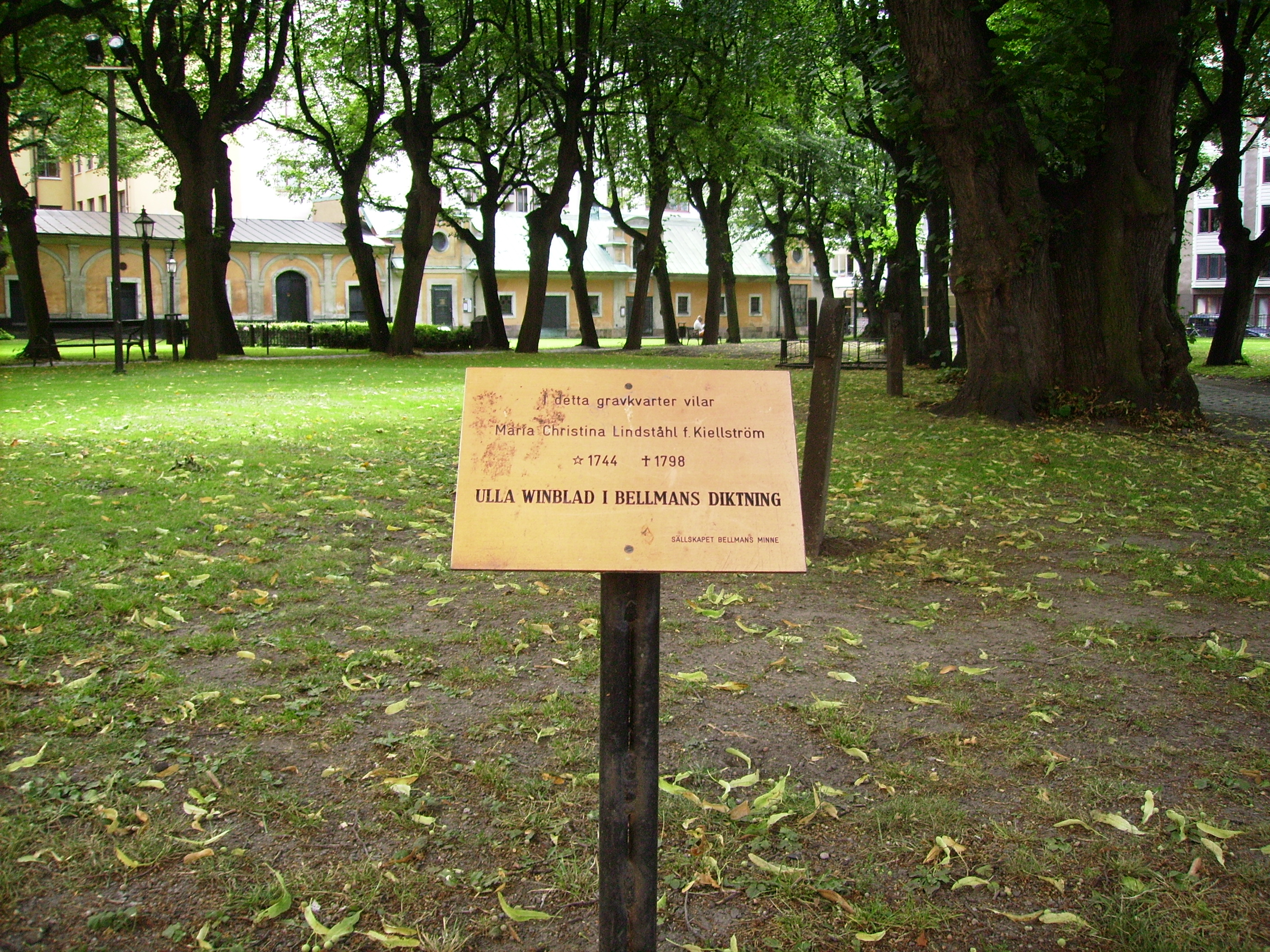
位于斯德哥尔摩玛利亚·玛格达莱娜教堂内的玛丽亚墓碑

切尔斯特罗姆出生在斯德哥尔摩。她五岁时母亲去世，父亲约翰·切尔斯特罗姆出身炮兵，但因身患癫痫而退伍，成为一名扫地工人。之后，他和卡瑟琳娜·伊丽莎白·温布拉德（Catharina Elisabeth Winblad）结婚。玛丽亚·克里斯蒂娜偶尔会用继母的名字“温布拉德”。
切尔斯特罗姆从14岁开始就自谋生计。她起初做家务工作，但到了1763年，资料显示她的职业是丝绸工人。在18世纪60年代她认识了剧作家卡尔·贝尔曼，并和他一起吃饭跳舞。1765年切尔斯特罗姆生下一个女儿，八天之后即告夭折。孩子的父亲是曾许诺过娶切尔斯特罗姆为妻，却最终离她而去的俄军上校、瑞典贵族威廉·施密特（Wilhelm Schmidt）。
有观点声称，在这数年间，切尔斯特罗姆从事起了风月行业，然而历史学者没有找到任何相关的证据。她一度被她的房东发现生活不轨，但其他人却说她是守序负责的工人。她定期去教堂领受圣餐这一件事已得到确认，如果她是娼妓则不太可能被允许前去教堂。而记录表明，她只被捕过一次，原因并非卖淫，也没有被关押进监狱。至于那次被捕，是因为在1767年她作为平民违反了奢侈品禁令穿戴丝绸，但当她证明过自己是丝绸工人，因此可以平民身份依法穿戴丝绸后，她就被释放了。
在1772年，切尔斯特罗姆和贝尔曼的好友埃里克·诺德斯特罗姆结婚。诺德斯特罗姆常粗暴对待切尔斯特罗姆，这让他们的婚后生活并不顺利。1781年诺德斯特罗姆逝世，切尔斯特罗姆返回斯德哥尔摩定居。1786年她和比她大十一岁的埃里克·林斯塔尔结婚。据描述，此时的她仍然有年轻的容颜。
1798年1月20日去世，死后葬于瑞典斯德哥尔摩玛利亚·玛格达莱娜教堂。

## 演绎
卡尔·贝尔曼在《弗雷德曼的信》中对“乌拉·温布尔德”角色的描绘令切尔斯特罗姆夫妇感到困扰。由于作品中的歌曲点出了角色的两重人格，玛丽亚·切尔斯特罗姆受到了极大的羞辱。有趣的是，有一名教名叫“乌拉”的女性在斯德哥尔摩的报纸上登征婚广告收效甚微，应征者的回答是——“你起了这样的名字，让我如何才能娶你？”

## 延伸阅读
- Matz, Edvard. . 伦德（Lund）: Historiska Media. ISBN 91-89442-97-0.
- Britten Austin, Paul. . 纽约: Allhem, Malmö American-Scandinavian Foundation. 1967. ISBN 978-3-932759-00-0.
- Bellman.net （页面存档备份，存于）